# الضمان الاجتماعي (فلسطين)
قانون الضمان الاجتماعي في فلسطين، هو قانون أصدرته سلطة الحكم الذاتي الفلسطينية عام 2016 بهدف " توفير منافع التأمينات الاجتماعية للمؤمن عليهم وعائلاتهم"، على أن يبدأ تطبيقه اعتبارا من 13 تشرين الثاني 2018، وبعد تنامي حملة الاحتجاجات التي نظمتها مؤسسات القطاع الخاص والعاملون فيه، تناولت كيفية إصداره وآليات تطبيقه وبنوده التي اعتبرتها مجحفة، وجمد القانون بقرار من رئيس السلطة في 28 كانون الثاني 2019.

## صدور القانون وتجميده
سَعت الحكومة الفلسطينية إلى سن قانون للضمان الاجتماعي وتطبيقه في مناطق نفوذها، وأنشأت مؤسسة للضمان الاجتماعي لهذا الغرض، وحدد القانون تناولت نسبة الاقتطاع من رواتب الموظفين والمتقاعدين، والتي تدّعي الحكومة الفلسطينية انها سوف تُستثمر في القطاع الاقتصادي، وحدد معامل احتساب الراتب التقاعدي وراتب الزوجات العاملات، إلا أنه لا يشمل التأمين الصحي. وقد عرضمشروع القانون مرتين خلال عامي (2016 و2018) بصيغ معدلة، ولكنه لم يدخل حيّز التنفيذ، إذ لاقى رفضاً واسعاً واحتجاجات في الشارع لتضمنه بنودا اعتبرها كثيرون كارثية ومجحفة بحق العاملين، وذات طابع نيولبرالي وأدى ذلك إلى لتراجع الحكومة عن تطبيقه.